# Karl Bredereck
Karl Bredereck (* 8. Januar 1935 in Leipzig) ist ein deutscher Chemiker.

## Leben
Karl Bredereck ist der Sohn des Chemikers Hellmut Bredereck und der Mathematikerin Elisabeth Niedergerke.
Er besuchte das Stuttgarter Zeppelin-Gymnasium, studierte Chemie an der Technischen Hochschule Stuttgart und erhielt 1959 sein Diplom. 1961 wurde er mit einer Arbeit über „Synthesen mit Säureamid-Phosphoroxychlorid-Addukten und Säureamidchloriden“ in Stuttgart zum Dr. rer. nat. promoviert. Im Anschluss daran war er zunächst an den Deutschen Forschungsinstituten Reutlingen und Stuttgart tätig, bis er 1962 als Assistent an den neugegründeten Lehrstuhl für Textilchemie an der Technischen Hochschule Stuttgart wechselte. Der Habilitation 1967 für die Fächer Textilchemie und Organische Chemie schloss sich 1969 ein Forschungsaufenthalt im Textile Research Institute, Princeton/USA, an. 1973 berief ihn die Universität Stuttgart als Professor an das Institut für Textil- und Faserchemie, das er bis 2005 leitete. 2000 wurde er emeritiert.
Sein Werk ist dokumentiert in 95 Veröffentlichungen, 46 Patenten und über 120 Vorträgen. Karl Bredereck ist bekannt für Forschungsarbeiten auf den Gebieten der Chemie und Technologie der Cellulosefasern, der Farbstoffchemie und dem Färben und Bedrucken von Textilien sowie der Textilausrüstung. Seine Arbeiten werden als wesentliche Beiträge zur technologischen Fortentwicklung von Textilchemikalien und Farbstoffen und deren Anwendung in der Textilveredlung angesehen. Er ist Vorsitzender des Kuratoriums und Mitglied des Beirats des Bekleidungsphysiologischen Instituts Hohenstein e.V. und war Vorsitzender des Vereins der Textilchemiker und Coloristen e.V. (VTCC). Weiterhin ist er im Beirat der Hellmut-Bredereck-Stiftung tätig.
Einer breiten Öffentlichkeit ist er durch seine Forschungen zur Rettung von alten Büchern und Archivalien bekannt geworden. Seine Erkenntnisse waren die Basis für die Entwicklung verschiedener Maßnahmen und Verfahren zur Originalerhaltung sowohl als Einzelblatt- als auch als Massenbehandlung. Er hat darüber unter anderem im „Spektrum der Wissenschaft“, im Uni-Jahrbuch „Wechselwirkungen“ sowie in der Stuttgarter Reihe „Universität im Rathaus“ berichtet.
Er lebt in Stuttgart, ist verheiratet und hat einen Sohn.

## Auszeichnungen
- 1998: Goldene Ehrenmedaille des Vereins der Textilchemiker und Coloristen e.V. (VTCC)
- 2002: Max-Kehren-Medaille[1]